# Default-Klausel
Die Default-Klausel (englisch default, „Leistungsstörung, Verzug“) ist eine Klausel in internationalen Anleihebedingungen oder in Kreditverträgen, wonach der Gläubiger das Recht eingeräumt bekommt, den Anleihe- oder Kreditbetrag sofort fällig stellen zu dürfen, sobald beim Schuldner bestimmte Verzugsgründe vorliegen.

## Allgemeines
Bei befristeten Krediten oder noch nicht fälligen Anleihen muss der Gläubiger das Recht haben, bei Vorliegen eines wichtigen Grundes eine vorzeitige Rückzahlung verlangen zu dürfen. Zu den wichtigen Gründen, die nach deutschem Recht ein Festhalten am Vertrag für den Gläubiger unzumutbar machen (§ 314 Abs. 1 Satz 2 BGB), gehört der Schuldnerverzug. Um die Verzugsgründe einzugrenzen, die eine sofortige Fälligstellung zur Folge haben sollen, werden sie vertraglich genau definiert. Default-Klauseln werden nach deutschem Recht als wichtiger Grund eingestuft (siehe Kreditkündigung, Kreditvertrag); die Vereinbarung von Default-Klauseln unterliegt deshalb zumeist anglo-amerikanischem Recht, aus dem diese Klauseln stammen. Liegt einer der Verzugsgründe vor, so löst er automatisch, ohne dass es weiterer Rechtshandlungen bedarf, eine Fälligstellung der Kredite aus („Trigger“).

## Verzugsgründe
Insbesondere in (internationalen) Kreditverträgen (Konsortialkrediten) werden Verzugsgründe einzeln aufgezählt, um eine Kündigung und Fälligstellung der Kredite operabel zu machen und Auslegungsschwierigkeiten zu vermeiden. Dabei können insbesondere folgende wichtigen Verzugsgründe (englisch „events of default“) vereinbart werden, die von der Loan Market Association (LMA) normiert worden sind: 
- Nichtzahlung (englisch „non-payment“): Zahlungen des Kreditnehmers (insbesondere Zinsen und Tilgung) erfolgen nicht zu den vertraglichen Fälligkeitsterminen, es sei denn, die Verzögerung ist auf administrative oder technische Ursachen zurückzuführen und die Zahlung erfolgt dann innerhalb von drei Bankarbeitstagen nach dem eigentlichen Fälligkeitsdatum;
- Die Covenants, insbesondere die Financial Covenants, werden nicht vertragsgemäß erfüllt (englisch „Covenant breach“);
- Wesentliche Änderung der Gesellschafterverhältnisse (englisch „ownership clause“);
- Wesentliche Verschlechterung der rechtlichen/wirtschaftlichen Verhältnisse (englisch „material adverse change“) (siehe Wesentliche Verschlechterung der Vermögensverhältnisse);
- Nichteinhaltung vertraglicher Zusicherungen (englisch „misrepresentation“);
- Weigerung des Kreditnehmers, vertraglichen Verpflichtungen nachzukommen (englisch „repudiation“) (siehe Vertragsverletzung);
- Fälligstellung durch den Gläubiger (englisch „acceleration“);
- Nichteinhaltung von Gesetzen (englisch „unlawfulness“);
- Insolvenz oder ähnliche hoheitliche Maßnahmen (englisch „insolvency or insolvency procedures“);
- Cross-Default-Klausel (siehe unten).

Ein Anleiheschuldner oder Kreditnehmer gerät mithin in Verzug, wenn mindestens einer dieser Verzugsgründe vorliegt. Jeder dieser Verzugsgründe wird innerhalb des Vertrages genau definiert (etwa die Kennzahlen bei den financial covenants), damit für alle Vertragsparteien zweifelsfrei feststeht, wann ein Verzugsgrund vorliegt. Das Vorliegen eines der Verzugsgründe ist als prima facie-Indiz zu werten, wird also bei Streitigkeiten über die Auslegung der Kreditverträge im Zivilprozess für die Feststellung von Kausalität und Verschulden herangezogen. Ein Teil dieser Verzugsgründe gilt bei Credit Default Swaps und in Kreditverträgen auch als Kreditereignis.

## Cross default
Der Cross default (Drittverzug) ist eine Klausel in Kreditverträgen oder Anleihebedingungen nach anglo-amerikanischem Recht, wonach ein Verzug des Kreditnehmers bei anderen Kreditverhältnissen den Gläubiger berechtigen soll, eine vorzeitige Kündigung (Default, Acceleration) auszusprechen, ohne dass ein eigener Kündigungsgrund (außer cross default) vorliegt. Sie ist ein Sonderfall der „repudiation“, also der Weigerung des Kreditnehmers, zukünftig einer vertraglichen Verpflichtung nachzukommen. Diese Klausel ist im deutschen Recht unbekannt. Die „Cross acceleration-Klausel“ setzt die Fälligstellung der Forderung eines Dritten voraus, während beim cross default bereits das Auftreten eines Kündigungsgrundes genügt. 
Die Cross-Default-Klausel eröffnet den Kreditgebern die Möglichkeit, an Umschuldungsverhandlungen mit anderen ungesicherten Gläubigern gleichrangig teilzunehmen. Zudem verhindert die Cross default-Klausel, dass Schuldner einseitig die Tilgungsrangfolge bei mehreren Gläubigern ändern. Sie knüpft insofern inhaltlich an die „Pari-passu-Klausel“ (Gleichrangerklärung) an.
Ein wesentlicher Nachteil der Klausel besteht jedoch darin, dass durch die Fälligstellung eines einzigen Kredites alle anderen Verbindlichkeiten des Kreditnehmers (sofern sie die Cross default-Klausel enthalten) ebenfalls fällig werden, und über diesen Ansteckungseffekt eine Unternehmenskrise des Kreditnehmers ausgelöst werden kann. Um dies zu vermeiden, können derartige Klauseln mit einem Schwellenbetrag („Threshold amount“) verbunden werden, sodass ein Kündigungsrecht nach der „Cross default-Klausel“ erst bei Überschreitung dieses Schwellenbetrags ausgelöst wird. Durch die weitgehende Intransparenz insbesondere auf dem Kreditmarkt sind die Gläubiger wohl überwiegend darauf angewiesen, dass ihre Kreditnehmer sie über die Fälligstellung anderer Kredite auch tatsächlich informieren.

## Kündigung wegen Ratingverschlechterung
Bei bonitätsbedingten Zinsänderungsklauseln wird den Gläubigern gestattet, die Zinsen oder Margen nachträglich zu ändern, wenn es zu bestimmten ratingbedingten Bonitätsveränderungen beim Kreditnehmer kommt. Bei bonitätsorientierten Kündigungsklauseln hingegen wird der Kündigungsgrund durch ein bestimmtes Rating instrumentalisiert und konkretisiert. Insbesondere internationale Kreditverträge enthalten Klauseln, wonach dem Gläubiger ein Kündigungsrecht eingeräumt wird, wenn das durch eine bestimmte Ratingagentur ermittelte Rating sich unter den definierten „Investment-grade“ (erforderliche Mindestbonität) verschlechtert. Wird der Kreditnehmer durch eine Ratingagentur unter die festgelegte Ratingnote heruntergestuft („Downgrading“), so wird automatisch der Kündigungsgrund erfüllt. Dadurch wird ein Kündigungsautomatismus ausgelöst, der über Cross Default-Klauseln in anderen Kreditverhältnissen des Kreditnehmers zu dessen Unternehmenskrise führen kann. 
Moody’s (2001) zufolge ist bei vertraglichen Klauseln mit einem Anteil von 29,1 % die Acceleration am häufigsten zu finden, gefolgt von „triggern“ für Kreditsicherheiten oder Garantiebestimmungen (jeweils 21,6 %). Insgesamt wiesen 87,5 % aller 771 befragten US-Schuldner 2.819 vertragliche „trigger“ auf, was die Beliebtheit dieses Instruments beweist.

## Rechtsanwendung
Derartige Klauseln stammen aus dem anglo-amerikanischen Recht und sind in dieser Form dem deutschen Recht unbekannt. Wegen kollidierender Rechtsnormen muss deshalb bei der Geltung deutschen Rechts auf derartige Klauseln verzichtet werden oder umgekehrt darf bei Vereinbarung dieser Klauseln nicht deutsches Recht zugrunde gelegt werden. 